# Reserva Natural Urbana Arroyo Itá
Reserva Natural Urbana Arroyo Itá es un corredor natural protegido, ubicado en la intersección de la Avenida Urquiza y la Costanera, bordeando al Arroyo Itá, al norte de la ciudad de Posadas, Argentina.

## Administración
La  Reserva Natural Urbana Arroyo Itá es un espacio verde privado gestionada por Entidad Binacional Yacyretá.

## Historia
Con el aumento de altura de los arroyos de Posadas por la Reserva Yacyretá en 2011, se proyectó la creación de reservas urbanas en las áreas afectadas por la inundación. Las áreas de Zaimán, Candelaria y el Itá se presentan como futuras reservas. La Reserva Natural Urbana del Arroyo Itá fue habilitada en 2013.

## Superficie
La Reserva se extiende por 2,8 hectáreas al norte de la ciudad de Posadas, en el desagüe del Arroyo Itá al Río Paraná, llamado bahía “El Brete”.

## Recursos Naturales

### Fauna
En la reserva se han registrado más de 170 especies de aves, entre las especies destacadas se encuentran el churrinche (Pyrocephalus rubinus, familia Tyrannidae) y la garcita azulada (Butorides striata, familia Ardeidae).
También se han registrado 40 especies de peces, entre los que se destacan mojarras, sábalos, bogas, rayas, doradillos, pirañas, corvinas de río y bagres, que ingresan al arroyo desde el río. 
Además, habita en la zona una gran diversidad de otros animales, como mariposas, insectos, cuises, coipos, carpinchos y lagarto overo, entre otros. 

### Flora
En la reserva se encuentran diversas especies nativas de flora. La vegetación acuática es abundante y está representada por especies como camalotes, lentejas de agua, repollitos de agua, duraznillos de agua, helechos acuáticos y diversas algas.

## Accesos
Se puede acceder en auto, colectivo o a pie desde la playa El Brete.

## Infraestructura
Las instalaciones incluyen sanitarios, rampas de acceso y señalización adecuada, garantizando un entorno accesible e inclusivo. El área de estacionamiento tiene espacio para seis vehículos.

## Actividades
Los paseos se realizan de manera autoguiada y el recorrido cuenta con senderos señalizados con cartelería interpretativa.
Dentro del predio se realizan actividades especiales, como paseo en la naturaleza con observaciones de aves, que se aprovechan como instancia de concientización sobre problemáticas ambientales que afectan a las principales ciudades del mundo. Entre los temas abordados se encuentran la contaminación, la importancia de la reforestación y la conservación de los espacios verdes.